# Prowokator (film)
Prowokator – film polsko-czesko-brytyjski z 1995 roku w reżyserii Krzysztofa Langa.

## Plenery
- Zakopane
- Tatry (okolice Morskiego Oka).

## Obsada
- Bogusław Linda – Artur Maria Herling (vel Jan Nowicki)
- Krzysztof Pieczyński – Andrzej Woyda
- Danuta Stenka – Marta Moraczewska, partnerka Andrzeja
- Bartłomiej Topa – Adam Tański
- Adam Bauman – Piotr
- Andrzej Blumenfeld – Struwe, agent Ochrany w Zakopanem
- Liubomiras Laucevičius – pułkownik Pirinow
- Aleksandr Pieskow – Nowikow
- Joanna Trzepiecińska – Anna, żona Kawielina
- Henryk Bista – księgarz
- Gieorgij Martirosjan – Andrej Kawielin, generalny prokurator Warszawy
- Oksana Czerwiakow – Olga, córka Kawielina
- Magdalena Hanitze – Natasza, córka Kawielina
- Monika Bolly – Marie Sophie Boleugne, guwernantka córek Kawielinów
- Andrzej Szenajch – Ilja Kuruta, sekretarz Kawielina
- Paweł Iwanicki – uczestnik zamachu na Pirinowa
- Sławomir Grzymkowski – uczestnik zamachu na Pirinowa
- Janusz Rafał Nowicki – prokurator
- Piotr Wawrzyńczak – Jankowski, informator Pirinowa w więzieniu
- Paweł Nowisz – dróżnik
- Jolanta Fraszyńska – urzędniczka na poczcie
- Edyta Olszówka – góralka Hanka
- Marek Siudym – żandarm konwojujący Herlinga i Tańskiego
- Marcin Jędrzejewski – strażnik
- Mirosław Zbrojewicz – strażnik
- Jacek Lenartowicz – żandarm
- Jan Prochyra – lekarz więzienny
- Andrzej Środziński

## Opis fabuły
Zdecydowana część akcji filmu rozgrywa się w 1909 roku. Artur Herling jest terrorystą walczącym z przedstawicielami carskiej władzy na terenie Królestwa Polskiego. W zamachu na generalnego prokuratora Warszawy Andrieja Kawielina przypadkowo giną jego córki i ich guwernantka. Herling zostaje pojmany i osadzony w więzieniu pod nadzorem pułkownika Pirinowa. Wyrzuty sumienia, wywołane śmiercią niewinnych osób i działanie Pirinowa powodują, że Herling załamuje się i próbuje się powiesić. Pułkownik nakłania go do odkupienia win poprzez pomoc w schwytaniu niebezpiecznego dla rosyjskiej władzy dziennikarza i początkującego terrorysty Andrzeja Woydy. Herling ucieka z transportu więziennego i z pomocą innego więźnia, Adama Tańskiego, udaje się do Zakopanego. Tam poznaje Woydę i jego przyjaciółkę Martę Moraczewską. Woyda nakłania Artura do udziału w zamachu na pułkownika Pirinowa, w międzyczasie starając się zarazić swojego gościa pasją taterniczą. Podczas wspinaczki na Kazalnicę Herling zdradza Woydzie, iż jest zdrajcą i przybył tu z polecenia Pirinowa, a także sugeruje, iż wie o wcześniejszym epizodzie z życia Andrzeja, kiedy ów zdradził przed pułkownikiem swoich towarzyszy. Woyda strzela do Herlinga, który spada ze skalnej półki i ginie. Następnie Woyda przeprowadza udany zamach na pułkownika Pirinowa. Napisy końcowe filmu informują, że działał w organizacji bojowej i dokonał jedenastu zamachów, w 1918 roku wstąpił do partii bolszewików, a w 1936 roku został rozstrzelany z rozkazu Stalina. Jego przyjaciółka Marta wyjechała do Ameryki Północnej i tam zajmowała się fotografią.

## Nagrody
- 1995 – 20. Festiwal Polskich Filmów Fabularnych w Gdyni:
  - Michał Lorenc – nagroda za muzykę
  - Dorota Roqueplo – nagroda za kostiumy